# Attila Fiola
Attila Fiola (Szekszárd, 17 de febrer de 1990) és un futbolista professional hongarès que juga pel Puskás Akadémia FC. El 31 de maig de 2016 es va anunciar que el seleccionador Bernd Storck l'havia inclòs en l'equip definitiu d'Hongria per disputar l'Eurocopa 2016.

## Estadístiques de club
| Club               | Temporada | Lliga   | Lliga | Copa    | Copa | Copa de la Lliga | Copa de la Lliga | Europa  | Europa | Total   | Total |
| Club               | Temporada | Partits | Gols  | Partits | Gols | Partits          | Gols             | Partits | Gols   | Partits | Gols  |
| ------------------ | --------- | ------- | ----- | ------- | ---- | ---------------- | ---------------- | ------- | ------ | ------- | ----- |
| Paks               |           |         |       |         |      |                  |                  |         |        |         |       |
| 2008–09            | 3         | 0       | 1     | 0       | 3    | 0                | 0                | 0       | 7      | 0       |       |
| 2009–10            | 14        | 0       | 0     | 0       | 13   | 0                | 0                | 0       | 27     | 0       |       |
| 2010–11            | 27        | 0       | 3     | 0       | 5    | 0                | 0                | 0       | 35     | 0       |       |
| 2011–12            | 26        | 0       | 1     | 0       | 1    | 0                | 6                | 0       | 34     | 0       |       |
| 2012–13            | 26        | 0       | 4     | 2       | 3    | 0                | 0                | 0       | 33     | 2       |       |
| 2013–14            | 26        | 0       | 1     | 0       | 5    | 0                | 0                | 0       | 32     | 0       |       |
| 2014–15            | 13        | 1       | 0     | 0       | 2    | 0                | 0                | 0       | 15     | 1       |       |
| Total              | 135       | 1       | 10    | 2       | 32   | 0                | 6                | 0       | 183    | 3       |       |
| Puskás Akadémia FC |           |         |       |         |      |                  |                  |         |        |         |       |
| 2014–15            | 13        | 0       | 0     | 0       | 0    | 0                | 0                | 0       | 13     | 0       |       |
| Total              | 13        | 0       | 0     | 0       | 0    | 0                | 0                | 0       | 13     | 0       |       |
| Total Carrera      |           | 148     | 1     | 10      | 2    | 32               | 0                | 6       | 0      | 196     | 3     |

Actualitzat a 2 novembre 2014.

### Internacional
| Equip nacional | Temporada | Partits | Gols |
| -------------- | --------- | ------- | ---- |
| Hongria        | 2014      | 3       | 0    |
| Hongria        | 2015      | 9       | 0    |
| Hongria        | 2016      | 3       | 0    |
| Total          | Total     | 15      | 0    |